# Clarín (Misamis Occidental)
Clarín es un municipio filipino de cuarta categoría, situado al norte de la isla de Mindanao. Forma parte de la provincia de Misamis Occidental situada en la Región Administrativa de Mindanao del Norte en cebuano Amihanang Mindanaw, también denominada Región X. 
Para las elecciones está encuadrado en el Segundo Distrito Electoral.

## Barrios
El municipio de Clarín se divide, a los efectos administrativos, en 29 barangayes o barrios, conforme a la siguiente relación:
| - Bernad - Bito-ón - Cabunga-an - Canibungán de Daku - Canibungán de Putol - Canipacáan - Dalingap | - De la Paz - Dolores - Gata Daku - Gata Diot - Guba de Ozamis - Kinangay Norte - Kinangay Sur | - Lapasán - Lupagán - Malibangcao - Masabud - Mialén - Pan-ay - Penacio | - Población I - Población II - Población III - Población IV - Segatic de Daku - Segatic de Diot - Sebasi - Tinacla-án |  |

## Historia

### Influencia española
La provincia de Misamis, creada en 1818, formaba parte de la Capitanía General de Filipinas (1520-1898). Estaba dividida en cuatro partidos.
El Partido de Misamis comprendía los fuertes de Misamis y de Iligán además de Luculán e Initao.

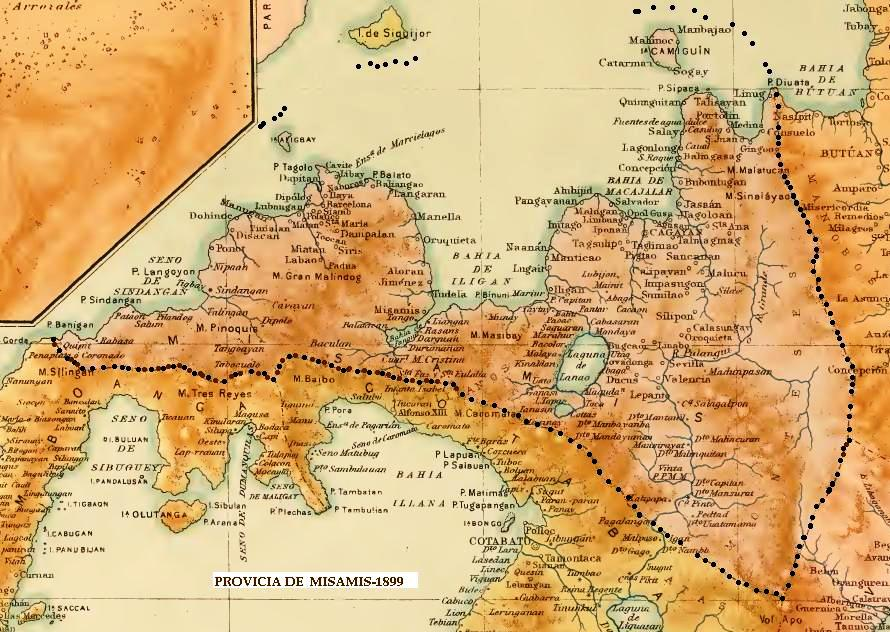
El Distrito 2º de Misamis en 1899.

A principios del siglo XX la isla de Mindanao se hallaba dividida en siete distritos o provincias, uno de los cuales era el Distrito 2º de Misamis, su capital era la villa de Cagayán de Misamis y del mismo dependía la comandancia de Dapitan.

### Ocupación estadounidense
El gobierno civil de la provincia de  Misamis fue establecido el 15 de mayo de 1901.
El municipio fue creado el 21 de febrero de 1921.
El 2 de noviembre de 1929, durante la ocupación estadounidense de Filipinas, la Misamis fue dividida en dos provincias: Misamis Oriental y Misamis Occidental.
Misamis Occidental comprende nueve municipios: Baliangao, López Jaena, Tudela, Clarín, Plaridel, Oroquieta, Alorán, Jiménez y Misamis.

### Independencia
El  8 de febrero de  1982 fue creado el municipio de Don Mariano Marcos pasando eal mismo el barrio fr Bagong Clarin.  El ayuntamiento se sitúa en el barrio de Tuno.